# Choman
Choman (kurdiska چۆمان,Çoman, arabiska جومان) är en stad i Irakiska Kurdistan i provinsen Arbil, cirka 160 kilometer nordost om staden Arbil. Choman är centralort i ett distrikt med samma namn.